# 塩崎剛三
塩崎 剛三（しおざき ごうぞう、1957年9月13日 - ）は、日本のゲーム開発者、雑誌編集者、ライター。
ペンネームは東府屋ファミ坊（とうふやファミぼう）。パソコン雑誌「月刊ログイン」内にファミリーコンピュータ専門のコーナーを作ることになった1985年2月、兄貴分「ビデオゲーム通信」の主幹「雷門ビデ坊」（野々村文宏）のようなコーナー担当者名が必要となったため、急遽伊豆をドライブしながら名付けたという逸話がある。

## 経歴
1983年（昭和58年）、早稲田大学卒業後、アスキーに入社。ログイン編集部に配属される。入社前からアスキーでアルバイトをしていて、同誌の編集長である小島文隆は「アルバイト時代からプログラムもできるし原稿も書けた」として塩崎を評価し、雑誌作りだけでなくゲームソフトの開発にも力を発揮する。
1986年（昭和61年）6月には同誌の一コーナーであった「ファミコン通信」を、完全隔週誌として独立雑誌化させる。ただし、ファミコン雑誌の創刊ラッシュに乗り遅れて、最下位４番手からの苦しい船出となった。1987年に副編集長（1987-1989）に就任、1989年（平成元年）には初代編集長の小島の跡を継いで、二代目編集長（1989-1992）に就任する。実際には創刊時から小島が編集部内で指揮することは少なく、塩崎が事実上の編集長として采配を振るっていたという 。小島と塩崎の結束は固く、社内では「小島組」と呼ばれていた。
1991年（平成3年）のファミ通が週刊化の際には「ゲーム誌はファミコン通信でウッドボール（木毬＝きまり）だな」というキャッチコピーを考えた。そのことからファミ通誌面では「ウッド尊師」の名で呼ばれることもあった。
編集業務の傍ら、ゲーム開発も積極的にこなすようになる。
1983年（昭和58年）、ログイン10月号の取材記事、「スターゲームデザイナー登場」で堀井雄二と知り合い、北海道へのシナリオハンティングを経てアドベンチャーゲーム『北海道連鎖殺人 オホーツクに消ゆ』（1985年アスキー）を開発スタート。以降、ログイン同年12月号以降でロケハン記事を複数回特集し、堀井雄二の新連載コラム「ゆう坊の虹色ディップスイッチ」でも、積極的にオホーツクのネタを展開、雑誌連動型ゲーム企画開発の新しい形を提示していった。
以降、堀井雄二とは「いただきストリート～私のお店によってって」（1991年）『いただきストリート2 〜ネオンサインはバラ色に〜』（1994年）などでも、開発を共にする。
ボードゲームの開発にも積極的に取り組んでおり、「メタルマックス」のデザイナーである宮岡寛などとともに、「タワードリーム」（アスキー）、「天空のレストラン 」（メディアファクトリー）などの複数のボードゲームを完成させた。
1985年（昭和60年）からの攻略本ブームの先駆けとなった「ドルアーガの塔のすべてがわかる本」での編集経験を活かした、自分が携わったゲームの攻略本を自分で編集して創り上げるという図式は、塩崎独特のものである。
食通でも知られファミ通のクロスレビュー担当時の近況コメントは毎回、食べ物に関する話であった。
競馬好きであり、1995年（平成7年）には競馬雑誌『サラブレ』の創刊に携わる。
アスキーではゲーム雑誌担当の取締役となっていたが、経営方針で社内対立により1996年6月に退任、新会社アクセラ(1996-2000)を7月に設立し、同社の副社長を務めた。アクセラでは「クリゲ」、「週刊TV Gamer」等の創刊に携わる。

## 主な編集
(アスキー時代　1983-1996)
- ログイン (雑誌)
- ドルアーガの塔のすべてがわかる本
- 隔週刊ファミコン通信
- オホーツクに消ゆのすべてがわかる本
- いただきストリートのすべてがわかる本
- 週刊ファミコン通信
- PCエンジン通信
- MSXマガジン
- いただきストリート2バイブル
- アスキーコミックなど多数

(アクセラ時代　1996-2000)
- サラブレ
- 週刊TV Gamer
- ぐりぐり◎(にじゅうまる)
- タワードリーム2パーフェクトガイド

## ゲーム

### ゲームデザイン・プログラミング
- 『フライトシミュレータ・アルカディア』PC-8001 ― アニメ映画『わが青春のアルカディア』とタイアップしたゲーム製作の企画記事[11]。

### プロデュース
- 『北海道連鎖殺人 オホーツクに消ゆ』[12]PC-8801版、PC-6001版　ファミリーコンピュータ版
- 『いただきストリート 〜私のお店によってって〜』『いただきストリート2 〜ネオンサインはバラ色に〜』
- 『タワードリーム』『タワードリーム2』
- 『天空のレストラン 』『天空のレストラン  Hello! Project Ver.』
- 『From TV animation ONE PIECE めざせ! キング オブ ベリー 』
- 『ダービースタリオン04』『ダービースタリオンP』

### 監修・QC（クオリティ・コントロール）
- 『北海道連鎖殺人　オホーツクに消ゆ　～追憶の流氷・涙のニポポ人形～』（switch、steam)

## 著書
- 『198Xのファミコン狂騒曲』SBクリエイティブ、2024年。ISBN 978-4-8156-2795-9。